# Acido tranexamico
L'acido tranexamico è un farmaco ed agente antifibrinolitico adoperato al fine di diminuire o prevenire episodi emorragici, particolarmente in situazioni di disturbi iperfibrinolitici.
Rappresenta un derivato sintetico della lisina; possiede un meccanismo d'azione simile all'acido aminocaproico, ma è approssimativamente 10 volte più potente.
La prima registrazione del brevetto risale al 1957, mentre ottenne la prima approvazione negli Stati Uniti nel 1986.
Il farmaco è disponibile in diverse forme farmaceutiche come soluzione iniettabile, capsule orali, compresse e soluzione orale ed iniettabile.

## Farmacologia

### Indicazione d'uso
Se assunto per via orale, l'acido tranexamico è indicato per il trattamento dell'angioedema ereditario, delle emorragie cicliche e abbondanti durante il ciclo mestruale nelle donne premenopausali e di altre situazioni di sanguinamento significativo legate all'iperfibrinolisi. Nei pazienti affetti da emofilia è impiegato per via endovenosa, al fine di prevenire o ridurre il sanguinamento in seguito ad interventi di estrazione dentale.

### Farmacodinamica
L'acido tranexamico esercita un'azione antifibrinolitica ed antiemorragica inibendo le proprietà fibrinolitiche della plasmina, formando un complesso con il plasminogeno durante la sua trasformazione in plasmina. L'attività del complesso acido tranexamico-plasmina sulla fibrina è inferiore rispetto all'attività della plasmina libera da sola. Studi in vitro hanno dimostrato che dosi elevate di acido tranexamico riducono l'attività del complemento.
A concentrazioni molto elevate, si comporta come un inibitore non competitivo della plasmina, simile all'acido aminocaproico. L'acido tranexamico si lega in modo più forte dell'acido aminocaproico sia ai siti recettoriali forti che deboli della molecola del plasminogeno, in un rapporto corrispondente alla differenza di potenza tra i composti.
Nei pazienti con angioedema ereditario, l'inibizione della formazione e dell'attività della plasmina tramite l'acido tranexamico può prevenire gli attacchi di angioedema diminuendo l'attivazione plasmina-indotta della prima proteina del complemento.
La somministrazione dell'acido tranexamico può essere associata ad un'antagonizzazione off-target dei recettori GABAA, con il rischio di sviluppo di convulsioni e ipereccitabilità, soprattutto in caso di somministrazione impropria o durante interventi di chirurgia cardiovascolare. Si consiglia di monitorare l'EEG dei pazienti con una storia di convulsioni.

### Meccanismo d'azione
L'acido tranexamico inibisce competitivamente e reversibilmente l'attivazione del plasminogeno tramite il legame a diversi siti distinti, compresi quattro o cinque siti a bassa affinità e un sito ad alta affinità, quest'ultimo coinvolto nel legame con la fibrina. Il legame del plasminogeno alla fibrina induce la fibrinolisi: impedendo l'occupazione dei siti di legame necessari, l'acido tranexamico impedisce questa dissoluzione della fibrina, stabilizzando così il coagulo e prevenendo l'emorragia.

### Assorbimento
La biodisponibilità dell'acido tranexamico dopo somministrazione orale nell'uomo è approssimativamente del 30-50% della dose ingerita e non è influenzata dall'assunzione di cibo. Le concentrazioni massime (Cmax) e i tempi di raggiungimento delle concentrazioni massime (Tmax) dopo somministrazione orale ripetuta (1300 mg tre volte al giorno per 5 giorni) sono risultate essere rispettivamente di 16,41 mcg/mL e 2,5 ore.

#### Volume di distribuzione
Il volume di distribuzione iniziale dell'acido tranexamico è di 0,18 L/kg e il volume di distribuzione allo stato stazionario è di 0,39 L/kg. L'acido tranexamico si distribuisce nel fluido cerebrospinale e nell'umor acqueo dell'occhio a concentrazioni approssimativamente pari a 1/10 delle concentrazioni plasmatiche tipiche. Inoltre, l'acido tranexamico è in grado di attraversare la placenta, essendo presente nel sangue del cordone ombelicale a concentrazioni equivalenti a quelle del plasma materno.

#### Legame con le proteine
Il farmaco è legato alle proteine plasmatiche in misura approssimativa del 3% a concentrazioni terapeutiche. Poiché non si lega all'albumina sierica, è probabile che questo legame proteico sia dovuto al legame dell'acido tranexamico con il plasminogeno sierico.

### Metabolismo
Il metabolismo dell'acido tranexamico è scarsamente caratterizzato, ma non sembra rappresentare un mezzo significativo di eliminazione del farmaco. Secondo le informazioni sulla prescrizione, circa l'1% e lo 0,5% della dose somministrata per via orale vengono escreta rispettivamente come acido dicarbossilico e metabolita acetilato.

#### Via di eliminazione
L'escrezione urinaria rappresenta il principale mezzo di eliminazione con oltre il 95% della dose somministrata escreta nelle urine come farmaco non modificato. Il tasso di escrezione dipende dalla via di somministrazione: circa il 90% della dose somministrata per via endovenosa viene escreto entro 24 ore, mentre solo il 39% della dose somministrata per via orale viene escreto nello stesso intervallo di tempo.

#### Emivita
Dopo somministrazione endovenosa, l'emivita di eliminazione apparente è di circa 2 ore e l'emivita terminale media è di circa 11 ore.

#### Clearance
La clearance plasmatica del farmaco è di 110-116 mL/min.

### Tossicità
I sintomi riportati di sovradosaggio di acido tranexamico includono gravi sintomi gastrointestinali, ipotensione, tromboembolismo, alterazioni visive, convulsioni, cambiamenti dello stato mentale e eruzione cutanea.